# The Ghost and Mr. Chicken
The Ghost and Mr. Chicken - no Brasil: O Fantasma e o Covarde - é um filme norte americano lançado em 1966 pela Universal. O filme conta a história de Luther Heggs (Don Knotts), um jornalista de um pequeno jornal local que recebe a proposta de fazer uma matéria sobre uma casa assombra, apassando a noite lá.

## Elenco
- Don Knotts como Luther Heggs
- Joan Staley como Alma Parker
- Liam Redmond como Kelsey
- Sandra Gould como Loretta Pine
- Dick Sargent como George Beckett
- Skip Homeier como Ollie Weaver
- Philip Ober como Nicholas Simmons
- Lurene Tuttle como a Sra. Natalie Miller
- Harry Hickox como o chefe de polícia Art Fuller
- Charles Lane como Lawyer Whitlow
- Nydia Westman como a Sra. Cobb
- Reta Shaw como a Sra. Halcyon Maxwell
- James Millhollin como o Sr. Milo Maxwell
- Robert Cornthwaite como Springer
- Cliff Norton como Charlie, o Bailiff
- Jim Boles como Billy Ray Fox
- Ceil Cabot como Bit/clubwoman
- Ellen Corby como Neva Treymane, the Schoolteacher
- Everett Greenbaum (não creditado) faz a voz masculina gritando "Attaboy, Luther!"
- Burt Mustin (não creditado) como o Sr. Deligondo
- Hal Smith (não creditado) como Calver Weems
- Hope Summers (não creditada) como Susanna Blush